# Senna mexicana
Senna mexicana là một loài thực vật có hoa trong họ Đậu. Loài này được (Jacq.) H.S.Irwin & Barneby miêu tả khoa học đầu tiên.